# Lisette Sevens
Lisette Sevens, född den 29 juni 1949 i Helmond, Nederländerna, är en nederländsk landhockeyspelare.
Hon tog OS-guld i damernas landhockeyturnering i samband med de olympiska landhockeytävlingarna 1984 i Los Angeles.